# Jacob Clement
Jacob Clement (non Papa) født ca. 1510 død ca. 1555, fransk/flamsk komponist. Man har ment at det besynderlige tilnavn (ikke Pave) skulle forhindre forveksling med pave Clemens 7., men det er nok snarere en vittighed, for paven døde i 1534, så risikoen for forveksling var minimal. Han var en meget produktiv komponist, som har efterladt sig omkring 70 chansoner, 15 messer hovedsagelig parodimesser, ca 230 motetter samt mange salmer og sange.